# Офрион
Офрионът (на латински: ophryon) е краниометрична точка. Намира се на чело, просто над очен канал или очна кухина и глабела.